# MITSUGI
MITSUGI（ミツギ、1991年6月27日 - ）は、フランスのシンガーソングライター、作曲家、俳優、モデルである。

## 人物
フランスで生まれて育った、”Mitsugi”。
子供の頃、邦楽のCDと出会ったのをきっかけに、 日本の音楽や文化に親しむようになる。
在仏日本人の友人たちとの交流の中で日本語を習得し、10歳の時に母親から貰ったギターから音楽を始め、フランスで日本語の歌を作り、バンドで唄うようになる。

## 来歴
2011年3月12日、震災後、多くの外国人が日本から去っていく中、 日本での音楽活動を本格化するために来日。
現在、東京で音楽活動を行いながら、作曲家、プロモデル、役者、タレント、翻訳者として活動していることも。

## 出演

### PV
- MITSUGI 「BEHIND THE DARK」(2020年)
- MITSUGI「REMEDY」(2020年)
- BAND-MAID 「Start over」(2018年)
- BiSH「NON TiE-UP」(2018年)
- 茅原実里「みちしるべ」(2017年)
- 絢香「No end」(2015年)

### テレビ番組
- 「もみ消して冬〜わが家の問題なかったことに〜」ティーザーCM 2018年(日本テレビ)
- 「プライムニュース イブニング」(レポーター)」2018年 (フジテレビ)[5]
- 「The English Bar〜イケてる大人の英語〜」2017年　(BSフジ)
- 「アメージパング! 」2017年から2019年までレギュラー （TBS）
- 「ニッポンのノビシロ」2016年 (フジテレビ)
- 「Chef〜三ツ星の給食〜」2016年 (フジテレビ)

### 映画
- 悪と仮面のルール (2018年)

### CM
- 洋服の青山「URBAN SETTER」(2019年10月)
- 洋服の青山「URBAN SETTER」(2019年5月)
- スシロー (2018年)
- 東京ミッドタウン日比谷 (2017年)
- EINS (2017年)
- ポッキー (2018年)
- ドミノピザ (2017年)
- アサヒスーパードライ (2014年)
- マクドナルド (2012年)

### シングル
| タイトル            | 発売日        | 最高ランキング | Certification | アルバム |
| タイトル            | 発売日        | 日本           | Certification | アルバム |
| ------------------- | ------------- | -------------- | ------------- | -------- |
| 「THE END」         | 2020年5月29日 |                |               | 未発表   |
| 「REMEDY」          | 2020年4月3日  |                |               | 未発表   |
| 「BEHIND THE DARK」 | 2020年3月13日 |                |               | 未発表   |
| 「INHUMAN」         | 2020年1月31日 |                |               | 未発表   |
| 「Alchemist」       | 2019年8月28日 |                |               | 未発表   |